# Classica di San Sebastián 2019
La Classica di San Sebastián 2019, trentanovesima edizione della corsa e valevole come ventottesima prova dell'UCI World Tour 2019 categoria 1.UWT, si svolse il 3 agosto 2019 su un percorso di 227,3 km, con partenza e arrivo a San Sebastián, in Spagna. La vittoria fu appannaggio del belga Remco Evenepoel, il quale completò il percorso in 5h44'07", alla media di 39,632 km/h, precedendo il connazionale Greg Van Avermaet e lo svizzero Marc Hirschi. 
Sul traguardo di San Sebastián 81 ciclisti, su 152 partiti dalla medesima località, portarono a termine la competizione.

## Squadre e corridori partecipanti
| N.      | Cod. | Squadra               |
| ------- | ---- | --------------------- |
| 1-7     | DQT  | Deceuninck-Quick-Step |
| 11-17   | ALM  | AG2R La Mondiale      |
| 21-27   | AST  | Astana Pro Team       |
| 31-37   | BOH  | Bora-Hansgrohe        |
| 41-47   | CPT  | CCC Team              |
| 51-57   | EF1  | EF Education First    |
| 61-67   | GFC  | Groupama-FDJ          |
| 71-77   | INS  | Team Ineos            |
| 81-87   | LTS  | Lotto Soudal          |
| 91-97   | MOV  | Movistar Team         |
| 101-107 | MTS  | Mitchelton-Scott      |

| N.      | Cod. | Squadra                       |
| ------- | ---- | ----------------------------- |
| 111-117 | SUN  | Team Sunweb                   |
| 121-127 | TBM  | Bahrain-Merida                |
| 131-137 | TDD  | Team Dimension Data           |
| 141-147 | TFS  | Trek-Segafredo                |
| 151-157 | TJV  | Team Jumbo-Visma              |
| 161-166 | TKA  | Team Katusha Alpecin          |
| 171-177 | UAD  | UAE Team Emirates             |
| 181-187 | BBH  | Burgos-BH                     |
| 191-197 | CJR  | Caja Rural-Seguros RGA        |
| 201-207 | COF  | Cofidis, Solutions Crédits    |
| 211-217 | EUS  | Euskadi Basque Country-Murias |

## Ordine d'arrivo (Top 10)
| Pos. | Corridore          | Squadra     | Tempo    |
| ---- | ------------------ | ----------- | -------- |
| 1    | Remco Evenepoel    | Deceuninck  | 5h44'27" |
| 2    | Greg Van Avermaet  | CCC         | a 38"    |
| 3    | Marc Hirschi       | Sunweb      | s.t.     |
| 4    | Gorka Izagirre     | Astana      | s.t.     |
| 5    | Bauke Mollema      | Trek        | s.t.     |
| 6    | Patrick Konrad     | Bora        | s.t.     |
| 7    | Jelle Vanendert    | Lotto       | s.t.     |
| 8    | Enric Mas          | Deceuninck  | s.t.     |
| 9    | Michael Woods      | Educ. First | s.t.     |
| 10   | Alejandro Valverde | Movistar    | s.t.     |